# Gennet Corcuera
Gennet Corcuera (Etiopía, 1980) es una profesora de educación especial española, de origen etíope. Conocida por ser la primera universitaria sordociega de nacimiento, que se licenció en una universidad en Europa.

## Infancia y adopción
Gennet nació en Etiopía, donde vivió junto a su familia dos años, hasta que sus padres la dejaron en un orfanato de monjas en Addis Abbeba, donde era la única sordociega; allí sufrió mucho y afrontó diversas enfermedades.
Su vida cambió cuando conoció a Carmen Corcuera, por aquel entonces, suegra del embajador de España en el país. Tras adoptarla, se trasladó a Madrid con ella, donde pudo estudiar en un colegio de la ONCE y más tarde licenciarse en Educación Especial.

## Miedo, coraje y paciencia
Gennet llegó a España con poco más de siete años, después empezó a estudiar en el colegio de la ONCE Antonio Vicente Mosquete, donde aprendió a expresarse, a leer en braille y a utilizar el lenguaje dactilológico y oral a través de una logopeda.
Hasta finalizar la ESO, compartió aulas con estudiantes sordociegos, pero el bachillerato lo realizó en el instituto Leandro Fernández Moratín, en Pastrana (Guadalajara), donde por primera vez, compartió aulas con estudiantes y profesores ajenos al sistema de educación especial para discapacitados.
"Al principio tenía muchísimo miedo", admite, pero una vez que finalizó el primer curso, siempre con ayuda de un mediador en clase, se sintió "mucho más contenta", sobre todo porque muchos de sus compañeros aprendieron a comunicarse con ella.
El segundo curso de bachillerato "fue mucho más difícil" y llegó a pensar en "dejarlo todo". "Tuve que dividir los cursos en dos, recibía clases de apoyo de los profesores por la tarde. Estaba cansadísima, pero la ONCE me pidió por favor que continuara".
Pasó las pruebas de Selectividad con una nota más que buena, 7,28, pasando "las mismas preguntas y los mismos exámenes" que sus compañeros, si bien disponía de más tiempo porque ella "tenía que contestar con el Braille Lite", un sistema que permite la escritura y la revisión oral de lo escrito para personas ciegas.

Posteriormente, consiguió licenciarse en una universidad española, una meta que alcanzó venciendo miedos y con mucho esfuerzo, ayudada por mediadores, compañeros y profesores. 
«Espero que mi caso anime a otros y abra la sociedad a la sordoceguera»

## Me llamo Gennet, la película
El director de la película Me llamo Gennet es Miguel Ángel Tobías, creador del formato Españoles en el mundo, que confiesa que leyó la historia de Gennet Corcuera en un periódico y pensó que había que contarla. «Leí la historia de Gennet en un periódico hace cinco años. Es la primera persona con sordoceguera en Europa que logra un título universitario, 115 años después de la americana Hellen Keller. Supuse que alguien haría una película de esto, pero pasaron dos años y nadie la hizo». Así que se puso en contacto con Gennet a través de una amiga en común. Cuando le propuso contar su historia, la protagonista de la película dijo sí sin pensárselo, ya que quería hacerle un homenaje a su madre, que había fallecido recientemente. Además, aseguró que 
«es una oportunidad de presentar la sordoceguera a la sociedad y demostrar que los sordociegos somos capaces de hacer cualquier cosa»